# کلوریس لیچمن
کلوریس لیچمن (به انگلیسی: Cloris Leachman) (زادهٔ ۳۰ آوریل ۱۹۲۶ – درگذشتهٔ ۲۷ ژانویه ۲۰۲۱) بازیگر اهل ایالات متحده آمریکا بود.
وی از دانشگاه ایالتی ایلینوی و دانشگاه نورت‌وسترن فارغ‌التحصیل شده بود.

## افتخارات و جوایز
او ۸ بار برنده جایزه امی برای برنامه‌های تلویزیونی سر شب، بیش از هر شخص دیگری، و یک دفعه برنده جایزه امی برای برنامه‌های تلویزیونی در طی روز شده‌بود.
او در فیلم «آخرین نمایش فیلم»، تولید شده در ۱۹۷۱، نقش ایفا کرد که به خاطر این نقش برنده جایزه اسکار بهترین بازیگر نقش مکمل زن شد.

## درگذشت
در ۲۷ ژانویه ۲۰۲۱، خبر درگذشت او بر اثر عوامل طبیعی و در سن ۹۴ سالگی اعلام شد، او در خانه‌اش در انسینیتاس، کالیفرنیا در گذشت. تاریخ مرگ او هم ۲۶ ژانویه و هم ۲۷ ژانویه گزارش شده‌است.

## بخشی از فیلمشناسی
| سال  | عنوان                                             | نقش                | یادداشت                        |
| ---- | ------------------------------------------------- | ------------------ | ------------------------------ |
| ۱۹۵۵ | مرگبار ببوس مرا                                   | Christina Bailey   |                                |
| ۱۹۶۹ | بوچ کسیدی و ساندنس کید                            | Agnes              |                                |
| ۱۹۷۱ | آخرین نمایش فیلم                                  | Ruth Popper        |                                |
| ۱۹۷۳ | دیلینگر                                           | Anna Sage          |                                |
| ۱۹۷۳ | چارلی و فرشته                                     |                    |                                |
| ۱۹۷۴ | فرانکنشتاین جوان                                  | Frau Blücher       |                                |
| ۱۹۷۷ | اضطراب بالا                                       |                    |                                |
| ۱۹۷۹ | شکار لاشخور                                       | Mildred Carruthers |                                |
| ۱۹۷۹ | اس‌اواس. تایتانیک                                  |                    |                                |
| ۱۹۸۰ | احمق در اطراف                                     |                    |                                |
| ۱۹۸۱ | دیروز                                             | Mrs. Kramer        |                                |
| ۱۹۸۱ | تاریخ جهان، قسمت ۱                                | Madame Defarge     |                                |
| ۱۹۸۶ | لاپوتا قلعه‌ای در آسمان                            | Dola               | صدا در دوبله نسخه انگلیسی ۲۰۰۳ |
| ۱۹۸۷ | هانسل و گرتل                                      | Griselda           |                                |
| ۱۹۹۳ | بازگشت دوست‌پسرم                                   |                    |                                |
| ۱۹۹۹ | موسیقی قلب                                        | Assunta Guaspari   |                                |
| ۲۰۰۰ | قطع کردن                                          |                    |                                |
| ۲۰۰۳ | الکس و اما                                        | Grandmother        |                                |
| ۲۰۰۶ | اسکری مووی ۴                                      | Mrs. Norris        |                                |
| ۲۰۰۸ | زنان                                              | Maggie             |                                |
| ۲۰۰۹ | پونیو روی صخره کنار دریا                          | Noriko (صدا)       |                                |
| ۲۰۰۹ | گاوچران آمریکایی                                  |                    |                                |
| ۲۰۰۹ | نیویورک، دوستت دارم                               | Mitzie             |                                |
| ۲۰۱۲ | گامبیت                                            | Grandma Merle      |                                |
| ۲۰۱۳ | خانواده کرودها                                    | Gran (صدا)         |                                |
| ۲۰۱۳ | دنیای بزرگسالان                                   |                    |                                |
| ۲۰۱۵ | سخنران عروسی                                      | Grandma Palmer     |                                |
| ۲۰۱۵ | پیشاهنگ‌ها به دوره آخرالزمان زامبی‌وار هدایت می‌شوند | Ms. Fielder        |                                |
| ۲۰۱۶ | کمدین                                             |                    |                                |
| ۲۰۱۶ | گاو برانکس                                        |                    |                                |